# Hypervigilance
L’hypervigilance est un état avancé de sensibilité qui peut être relié au symptôme de stress post-traumatique. Cet état est accompagné de comportements exagérés motivés par le besoin de détecter d'éventuelles menaces. L’hypervigilance est également accompagnée d'une augmentation de l'angoisse qui peut causer des épuisements. Les autres symptômes peuvent inclure : éveil, grande réactivité à des stimuli, ou analyse constante des menacesde l'environnement.
Exemple : surveillance constante de l'environnement à la recherche de sites, sons, personnes, comportements, odeurs, ou toute autre chose susceptible de raviver la menace ou le traumatisme. L'individu se place en état d'alerte pour s'assurer qu'aucun danger n'est proche. L’hypervigilance peut conduire à une variété de comportements obsessionnels, ainsi qu'à des difficultés d'interactions sociales et dans les relations interpersonnelles.
L’hypervigilance peut être un symptôme de différents types de troubles de l'anxiété. Elle se distingue de la paranoïa. Les états paranoïaques, tels que ceux de schizophrénie, peuvent sembler superficiellement similaires mais sont caractéristiquement différents. Cependant, à la suite de traumatismes multiples, une personne peut devenir hypervigilante et souffrir d'une anxiété suffisamment intense pour induire un état délirant dans lequel l'effet des traumatismes se chevauchent.

## Symptômes
Les personnes souffrant d’hypervigilance peuvent être préoccupées par leur environnement et les menaces possibles au point de perdre le lien avec leur famille et leurs amis. Elles auront tendance à « surréagir » à des bruits forts et inattendus ou stressent dans des environnements très encombrés ou bruyants. Elles ont souvent du mal à s'endormir ou à garder le sommeil.